# 西亞庫拉克村
西亞·庫拉克 （波斯語：  سياه خولك, 罗马化：Sīāh Khūlak或Sīāh Khalak)，是伊朗吉兰省阿姆拉什县兰库区索馬姆鄉的一个村庄。2006年人口普查中顯示該村人口為149人，分佈於44个家庭。